# 丙酸正丁酯
丙酸正丁酯（Butyl propanoate），又名丙酸丁酯，是一种丙酸酯，分子式 C7H14O2。

## 存在
丙酸正丁酯天然存在于苹果、杏子、瓜类等水果。

## 制备
由丙酸与正丁醇在硫酸催化下进行酯化而得。

## 性质
丙酸正丁酯是一种挥发性低的可燃无色液体，有苹果气味，几乎不溶于水。

## 用途
丙酸正丁酯用于配制香精。

## 危险性
丙酸正丁酯可以和空气形成爆炸性混合物（闪点 38 °C，自燃点 425 °C）。